# موریس بوکای
موریس بوکای (۱۹ ژوئیه ۱۹۲۰ – ۱۷ فوریه ۱۹۹۸)، پزشک مسلمان فرانسوی، عضو جامعه فرانسوی مصرشناسی، و نویسندهٔ چند کتاب بود. وی در سال ۱۹۷۳ به عنوان پزشک خانوادگی فیصل، پادشاه عربستان سعودی منصوب شد. بیماران او شامل اعضای خانواده انور سادات رئیس جمهور مصر بودند.

## زندگی‌نامه
موریس بوکای در ۱۹ ژوئیه ۱۹۲۰ در شهر پوسی‌وگ زاده شد. پزشکی را از سال ۱۹۴۵ تا ۱۹۸۲ فرا گرفت و متخصص گاستروانترولوژی یا همان دستگاه گوارش شد.

## بررسی تطابق علم و دین
مقایسه علم و دین با تأکید بر اسلام، یکی از فعالیتهای مورد توجه انجام شده توسط موریس بوکای است، تا جایی که این نوع نگرش به ارتباط علم و دین با عنوان «بوکائیلیسم» شناخته شده‌است.
این دیدگاه با کتاب «مقایسه‌ای میان تورات، انجیل، قرآن و علم» معرفی گردید و در آن، تطابق قرآن با علوم جدید به عنوان نشانه‌ای از وحیانی بودن قرآن در نظر گرفته می‌شود.

### دیدگاه پیرامون نحوه غرق شدن فرعون زمان خروج
موریس بوکای در کتاب «مقایسه‌ای میان تورات، انجیل، قرآن و علم»، مرنپتاه را فرعون زمان خروج می‌داند و بیان می‌دارد که در مطالعات صورت گرفته بر روی مومیایی مرنپتاه، آثاری از باقی ماندن طولانی مدت جسد در آب مشاهده نشده است و این مشاهده با بیان قرآن در خصوص نجات سریع جسد فرعون از آب تطابق دارد. در روایت کتاب مقدس غرق شدن فرعون ذکر شده است اما از سرنوشت وی سخنی به میان نیامده است و بنابراین، روایت قرآنی را می‌توان کامل کننده روایت توراتی دانست.

## نظر دیگران
به نوشته وال استریت ژورنال، بوکائیسم «از برخی جهات همتایی مسلمان برای آفرینش گرایی مسیحی است» و «در حالی که آفرینش گرایی بسیاری از علوم مدرن را رد می کند، بوکائییسم آن را پذیرفته است.»

## مرگ
او در ۱۷ فوریه ۱۹۹۸ درگذشت.

## کتاب‌ها
- قرآن و تورات و انجیل و علم بررسی کتب مقدس در پرتو علوم جدید
- عهدین، قرآن و علم[۱۰] (در ۱۹۷۶): وی در این کتاب استدلال می‌کند که قرآن، هیچ عبارتی ندارد که با واقعیات اثبات‌شدهٔ علمی در تناقض باشد.[۱۱]
- فراعنهٔ مومیایی: بررسی پزشکی نوین[۱۲] (در ۱۹۹۱)
- بازتاب‌ها بر قرآن[۱۳]
- بشر از کجا می‌آید؟ پاسخ‌های علم و کتاب مقدس[۱۴]
- موسی و فرعون، عبری‌ها در مصر[۱۵]